# Amtsgericht Vic

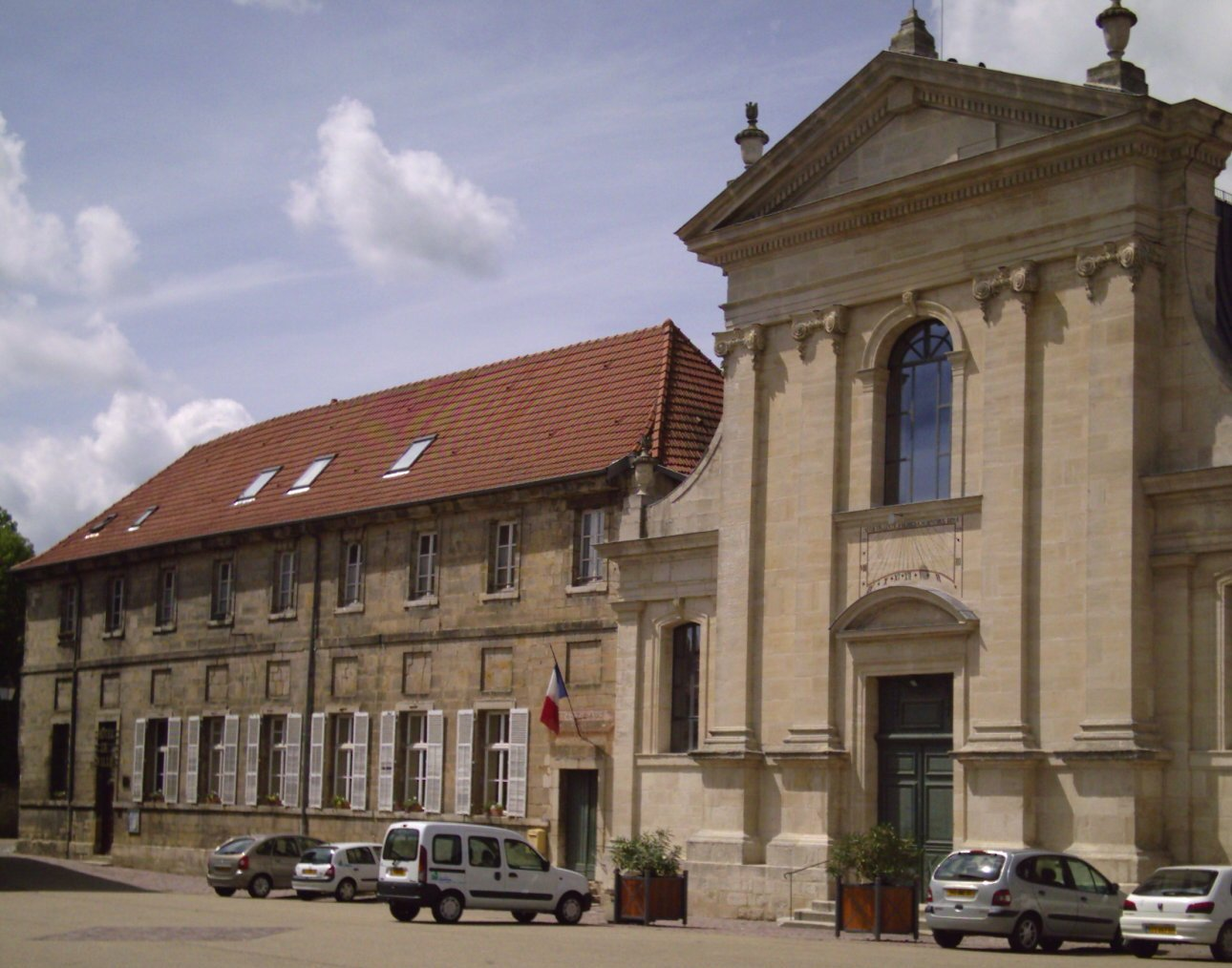
Karmelitinnenkloster in Vic-sur-Seille

Das Amtsgericht Vic war ein deutsches Amtsgericht mit Sitz in Vic-sur-Seille in den Jahren 1879 bis 1918.

## Geschichte
Vic war Sitz eines französischen Friedensgerichts. Nach der Abtretung Elsass-Lothringens im Frieden von Frankfurt an das Deutsche Reich 1871 wurde die Gerichtsstruktur mit dem Gesetz, betreffend Abänderung der Gerichtsverfassung vom 14. Juli 1871 und der Ausführungsbestimmung hierzu vom gleichen Tag neu geregelt. Dabei wurden die Friedensgerichte beibehalten.
Im Rahmen der Reichsjustizgesetze wurden 1879 die Friedensgerichte im Reichsland Elsass-Lothringen aufgehoben und Amtsgerichte gebildet. Das Amtsgericht Vic war dem Landgericht Metz nachgeordnet.
Am Gericht bestand 1880 eine Richterstelle. Das Amtsgericht war ein kleines Amtsgericht im Landgerichtsbezirk.
Der Gerichtsbezirk umfasste 1895 den Kanton Vic-sur-Seille mit 172 Quadratkilometern und 7828 Einwohnern und 14 Gemeinden.
Nach der Abtretung Elsass-Lothringens an Frankreich nach dem Ersten Weltkrieg wurde das Amtsgericht Vic als „Tribunal cantonal Vic-sur-Seille“ weitergeführt. Im Zweiten Weltkrieg wurde 1940 von der deutschen Besatzungsmacht die vorgefundene Gerichtsstruktur unter Verwendung deutscher Ortsnamen und Behördenbezeichnungen, hier also als Amtsgericht Wich, fortgeführt.

## Gerichtsgebäude
Als Gerichtsgebäude wurde das frühere Karmeliterkloster genutzt.